# Degerndorfer Weiher
Der Degerndorfer Weiher ist ein künstlicher Weiher bei Degerndorf im oberbayerischen Landkreis Bad Tölz-Wolfratshausen. Genauso wie im davor gelegenen Sonderhamer Weiher, wird im Degerndorfer Weiher der Lüßbach aufgestaut, der bei Percha in den Starnberger See mündet.
Der Weiher gehörte ursprünglich zum Kloster Beuerberg und diente der Karpfenzucht, später war er lange Zeit in privatem Besitz der Familie Bierbichler aus Ambach. Diese überließ den Weiher im Jahr 2015 für einen symbolischen Betrag der Gemeinde Münsing. Im Jahr 2019 verpachtete die Gemeinde den Weiher zur Sicherstellung einer besseren Pflege an den Fischereiverein Ammerland, der auch schon den Sonderhamer Weiher bewirtschaftet.
Seit längerer Zeit besteht aufgrund schlechter Wasserqualität Badeverbot im Degerndorfer Weiher. Er ist damit eines von nur 4 Gewässern im Landkreis Bad Tölz-Wolfratshausen, welches keine Badewasserqualität besitzt.
Im Degerndorfer Weiher besteht gegenwärtig (Stand 2017) Badeverbot.
Der Weiher hat sich immer mehr mit Schlamm gefüllt, ein Unternehmen sollte diesen im Jahre 2023 entfernen.